# Tau Devi Lalstadion
Het Tau Devi Lal Stadion is een multifunctioneel stadion in Gurgaon, India. 
In het stadion wordt vooral aan voetbal en cricket gedaan. De voetbalclub Amity United F.C. en het Haryana cricketteam maken gebruik van dit stadion. In dit stadion is plaats voor 12.000 toeschouwers. (Hoewel er ook bronnen zijn die meer toeschouwers aangeven.)